# Ida di Lovanio
Isa di Lovanio (... – 1139) era figlia di Enrico II, conte di Lovanio e di Adela di Turingia.
Ida era sorella di Goffredo I, conte di Lovanio. Era sposata con Baldovino II, conte di Hainaut, che aveva partecipato alla Prima Crociata con Goffredo di Buglione. 
Ida e Baldovino ebbero:
- Baldovino III, conte di Hainaut[1]
- Luigi (nato nel 1096)
- Simone, canonico di Liegi
- Enrico (nato nel 1096)
- Willem (morto dopo il 1117)
- Arnould[1]
- Ida (morta dopo il 1101), sposò prima Guy de Chievres e poi Tommaso, signore di Coucy[2]
- Richilde (morta dopo il 1118), sposò Amaury III di Montfort e, ripudiata, si fece monaca a Mauberge.
- Aelidis (morta nel 1153), sposò Nicolas II de Rumigny

Il marito di Ida, Baldovino, vendette alcuni dei suoi beni al vescovado di Liegi per prendere la croce nella Prima Crociata. Nel 1098, dopo l'assedio di Antiochia, fu inviato a Costantinopoli con Ugo di Vermandois per chiedere assistenza all'imperatore bizantino. Scomparve durante un'incursione dei Turchi Selgiuchidi in Anatolia e fu presumibilmente ucciso.
Durante un pellegrinaggio a Gerusalemme nel 1106, Ida organizzò una ricerca del marito perduto in Anatolia, ma senza successo. Il destino di Ida rimane ignoto.